# Leblich
Leblich ist ein Weiler und eine Bauerschaft mit 984 Einwohnern in Heiden im Münsterland, Nordrhein-Westfalen.

## Geografie
Leblich liegt südlich des Dorfes Heiden. Die Bauerschaft umfasst die Weiler Leblich und Buschhausen, sowie das Straßendorf Heiden an der Bahnhofstraße, welches direkt an den Borkener Stadtteil Marbeck grenzt. Nördlich von Leblich, zwischen Heiden und dem Gebiet der Gemeinde Reken, bildet das dünn besiedelte Waldgebiet Die Uhlen die Grenze zur Nachbarbauerschaft Nordick. Hier liegt auch das kommunale Wahrzeichen, das Großsteingrab der Teufelsteine. Im Osten grenzt die A 31 bzw. die daran geknüpfte Gemeindegrenze Leblich zur Bauerschaft Wessendorf ab. Im Süden ist das Gebiet dünn besiedelt und geht in das Waldgebiet Reker Feld über, in dem sich das Naturschutzgebiet (NSG) Kranenmeer befindet und an dessen Südende die Dorstener Stadtteile Lembeck und Rhade liegen. Westlich von Leblich findet sich Marbeck, das über einen Anschluss an das Bahnnetz verfügt. Nordwestlich von Leblich liegt in ca. 4 Kilometern Entfernung das Stadtgebiet von Borken. An der Landstraße zwischen Heiden und Borken geht Leblich nach Norden in die Bauerschaft Lammersfeld über, die noch zu Heiden gehört.
Leblich nimmt mehr als die Hälfte des Heidener Gemeindegebietes ein und ist von Bauernhöfen und Landwirtschaft geprägt. Durch Leblich verläuft die Wasserscheide zwischen der Lippe im Süden und der Bocholter Aa und ihren in Leblich entspringenden Zuflüssen (z. B. Engelradingbach) im Norden, die in die Issel münden.

## Weiler Leblich
Der Weiler Leblich liegt im Osten der Bauerschaft rund um die K55 (Heiden-Lembeck) und die L600 (Heiden-Bahnhof Reken) gelagert bzw. zwischen den beiden Landstraßen.

## Kultur
Im Zweijahreswechsel mit dem Schützenverein in Nordick veranstaltet die Schützenbruderschaft St. Georgius ihr Schützenfest. Die Bruderschaft geht auf das Jahr 1654 zurück. Sie ist die wichtigste Leblicher Institution.

## Verkehr

### Straßen
Leblich wird von der L600 nach Borken und Reken in Ost-West-Richtung und von der L829 nach Heiden und Marbeck in Nord-Süd-Richtung durchzogen. Durch diese Landstraßen können von Leblich die direkt angrenzende A31 und andere Fernstraßen erreicht werden. Nach Lembeck führt von Heiden kommend die K55. Zwischen den Weilern Leblich, Buschhausen und Heiden an der Bahnhofstraße läuft die Leblicher Straße, die zwar nicht klassifiziert ist, aber innerhalb der Bauerschaft die wichtigste Verbindungsachse ist. Über den Alten Dorstener Landweg kann von Heiden aus das im Süden Leblichs gelegene Kranenmeer erreicht werden.

### Öffentlicher Personennahverkehr
In Marbeck hält am Bahnhof Marbeck-Heiden der Regionalexpress 14 der NordWestBahn nach Essen über Dorsten. Heiden ist an den öffentlichen Nahverkehr über Buslinien angebunden. Ansonsten werden in Leblich selbst nur zu Schulzeiten Linien betrieben.